# Централноафриканска валутно-икономическа общност
Икономическата общност на държавите от Централна Африка, ECCAS; (на френски: Communauté Economique Des Etats де l'Afrique Centrale, CEEAC; на испански: Comunidad Икономика де лос Estados де África Central, CEEAC; на португалски: Comunidade Икономика дос Estados га África Central, CEEAC) е икономическа общност на Африканския съюз за насърчаване на регионалното икономическо сътрудничество в Централна Африка. Има за цел да постигне колективната автономия, повишаване на жизнения стандарт на населението си и да поддържа икономическата стабилност чрез хармонично сътрудничество

## История

### Митнически и икономически съюз на Централна Африка
Митническата и икономически съюз на Централна Африка (или UDEAC от името му на френски: Union Douanière et Economique де l'Afrique Centrale, (на испански: Unión Aduanera у Económica de África Central, UAEAC), на португалски: União Aduaneira e Económica da África Central, UAEAC), създаден с Договора за Бразавил през 1964 г. образува митнически съюз със свободна търговия между членове и обща външна митническа тарифа за вноса от други страни. Договорът влиза в сила през 1966 г., след като е ратифицирана от тогавашния пет страни членки – Камерун, Централноафриканската република, Чад, Република Конго, Габон. Екваториална Гвинея се присъединява към Съюза на 19 декември 1983 година.
UDEAC подписва договор за създаването на икономическа и валутна общност на Централна Африка (CEMAC) за насърчаване на целия процес на подрегионална интеграция чрез формирането на паричен съюз с Централна Африка и CFA франк като обща валута. То бе официално отменена от CEMAC през юни 1999 г. (въз основа на споразумение от 1994 г.). Към днешна дата, CEMAC не е постигнал своята цел за създаване на митнически съюз.

### Учредяване
На срещата на върха през декември 1981 г., лидерите на UDEAC се съгласяват за формиране на широка икономическа общност от държави от Централна Африка. ECCAS е създадена на 18 октомври 1983 г. от членовете на UDEAC, Сао Томе и Принсипи, и членовете на Икономическата общност на държавите от района на Големите езера (CEPGL създадена през 1976 г. от ДР Конго, Бурунди и Руанда). Ангола остана наблюдател до 1999 г., когато става пълноправен член.
ECCAS започва да функционира през 1985 г., но не е активен в продължение на няколко години поради финансови затруднения (неплащане на членски внос от страна на държавите членки) и конфликта в район Големите езера. Войната в ДР Конго внася особени разногласия, като Руанда и Ангола воюват на противоположни страни. ECCAS е бил определен за един от стълбовете на Африканската икономическа общност(AEC), но формално контакт между АЕК и ECCAS е създадена едва през октомври 1999 г. и се дължи на бездействието на ECCAS от 1992 г. насам
(ECCAS подписа Протокола относно отношенията между АЕК и регионалните блокове (РИО) през октомври 1999 г.).
The AEC отново потвърди значението на ECCAS като основна икономическа общност в Централна Африка в третата подготвителна среща на своя икономически и социален съвет (ИКОСОС) през юни 1999 година.
Под председателството на президента Пиер Буйоя на Бурунди, среща на върха се провежд в Либревил на 6 февруари 1998 година. Държавните глави и правителствата се ангажират с възкресението на организацията. Министър-председателят на Ангола също така посочва, че страната му ще се превърне в пълноправен член. Срещата на върха одобри бюджет от 10 милиона френски франка за 1998 г. и поиска от секретариата:
- да се обърне за помощ към UNECA за оценка на оперативните дейности на секретариата; за оценка на вноските, дължими от държавите членки, както и заплатите и структурата на заплатите на служителите на секретариата
- да свика извънредно заседание на Съвета на министрите, веднага щом е възможно да се направи оценка на препоръките на UNECA; Съветът следва да изготви предложения за нова административна структура за секретариата и да ревизира дължимите вноски от всяка държава членка.

Срещата на върха също така поиска страните в региона, да намерят трайно и мирно решение на политическите си проблеми. Председателят също отправи призив към страните членки да подкрепят пълното вдигане на ембаргото поставено на страната му. По време на встъпването в длъжност на президента на Габон на 21 януари 1999 г., се провежда и мини-срещата на върха на ECCAS лидери. Лидерите обсъждат проблеми, свързани с функционирането на ECCAS и създаването на пост 'трета заместник генерален секретар', предназначен за Ангола. Ангола официално се присъединява към Общността по време на тази среща на върха.

### Последните събития
В 10-ата редовна сесия на върха на държавните и правителствени ръководители се състоя в Малабо през юни 2002 година. Общността реши да приеме протокол за създаването на мрежа от парламентаристи от Централна Африка (REPAC) и да приеме постоянни нареждания на Съвета за мир и сигурност в Централна Африка (COPAX), включително и Закона за отбраната и сигурността на Комисията (CDC), Многонационалните сили на Централна Африка (FOMAC) и механизма за ранно предупреждение на Централна Африка (MARAC). Руанда също беше официално приветствана при завръщането си на пълноправен член на ECCAS.
На 24 януари 2003 г. в Европейския съюз (ЕС), сключи финансово споразумение с ECCAS и CEMAC, от ECCAS и CEMAC зависи сливането в една организация, с ECCAS поемане на отговорност за мира и сигурността на подрайона чрез своя пакт за сигурност COPAX. CEMAC не е един от стълбовете на Африканската икономическа общност, но неговите членове са свързани с нея чрез Икономическата общност на държавите от Централна Африка. ЕС имаше няколко мироопазващи мисии в ДР Конго: Operation Artemis (юни до септември 2003 г.), EUPOL Киншаса (от октомври 2003 г.) и EUSEC ДР Конго (от май 2005 г.).
В 11-а редовна сесия на върха на държавните и правителствени ръководители в Бразавил през януари 2004 г. се приветства факта, че протоколът, свързан със създаването на Съвета за мир и сигурност в Централна Африка (COPAX) е получил необходимия брой ратификации, за да влезе в сила. На срещата на върха също се приема декларация за прилагането на NEPAD в Централна Африка, както и декларация за равнопоставеност на половете.
През 2007 г. Руанда решава да напусне организацията, с цел да се премахне припокриването в членството си в регионални търговски блокове. По-добре да се съсредоточи върху членството си в Източно-африканската общност и COMESA. Руанда е една от основателките на организацията и е била част от него от 18 октомври 1981.

## Икономическата интеграция

### Икономически и валутен общност на Централна Африка
Икономическата и валутен общност на Централна Африка (CEMAC или от името му на френски: Communauté Economique et monétaire де l'Afrique Centrale; на испански: Comunidad Economica у Monetaria де África Central; на португалски: Comunidade Economica Monetária e África Central) е организация на държави от Централна Африка, установени от Камерун, Централноафриканската република, Чад, Република Конго, Екваториална Гвинея и Габон за насърчаване на икономическата интеграция между страните, които споделят обща валута – CFA франк. UDEAC подписват договор за създаването на CEMAC за насърчаване на целия процес на подрегионална интеграция чрез формиране на паричен съюз с Централна Африка и CFA франк като обща валута. Официално заменена от CEMAC през юни 1999 г. (въз основа на споразумение от 1994).
Цели на CEMAC са: насърчаването на търговията, институцията на истински общ пазар, по-голяма солидарност между народите. През 1994 г. той успява да въведе ограничения и намаляване на обхвата и размера на квотите и тарифите. Страните от CEMAC споделят обща финансова, регулаторна и правна структура и поддържане на обща външна митническа тарифа за вноса от страни извън CEMAC. На теория, тарифите са били премахнати при търговията в рамките на CEMAC, но пълното прилагане на това е било забавено. Движениеот на капитали в рамките на CEMAC е свободно.

#### Членство
- Ангола
- Бурунди
- Камерун
- Централноафриканска република
- Чад
- Република Конго
- ДР Конго
- Екваториална Гвинея
- Габон
- Сао Томе и Принсипи

## Цели
Крайната цел е да се създаде Общ централно-африкански пазар. На конференция в Малабо през 1999 г., държавните глави и правителствените ръководители, определят четири приоритетни области за организацията:
- да се развие капацитет за поддържане на мира, сигурността и стабилността – като основни предпоставки за икономическо и социално развитие
- да се развие физическа, икономическа и парична интеграция
- развитие на културата на човешката интеграция
- да се създаде автономен механизъм за финансиране на ECCAS

### Структура
- Конференция на върха на държавните и правителствените ръководители
- Министерски съвет
- Генерален секретариат (един генерален секретар се избира за срок от четири години и три помощник генералните секретари)
- Съд
- Консултативна комисия

## Договори и протоколи
- Договор за създаване на Икономическата общност на Централна Африка (ECCAS)
- Протокол за установяване на мрежата на парламентаристите от ECCAS (REPAC)
- Пакт за взаимопомощ между държавите членки на ECCAS
- Протоколи, свързани със създаването на пакт за взаимната сигурност в Централна Африка (COPAX)

### Приложения към Договора за ECCAS
- Протокол относно правилата за произход за продукти, които се търгуват между страните-членки на ECCAS
- Протокол относно нетарифните търговски бариери
- Протокол за износ на стоки в рамките на ECCAS
- Протокол за Транзитни съоръжения
- Протокол за Митническия сътрудничество в рамките на ECCAS
- Протокол за Фонда за компенсиране за загуба на приходи
- Протокол относно свободата на движение и права на установяване на граждани на държави членки в рамките на ECCAS
- Протокол за сътрудничество в областта на селското стопанство за развитие между страните-членки на ECCAS
- Протокол за сътрудничество в областта на индустриалното развитие между страните-членки на ECCAS
- Протокол за сътрудничество в областта на транспорта и съобщенията между държавите членки на ECCAS
- Протокол за сътрудничество в областта на науката и технологиите между страните-членки на ECCAS
- Протокол за енергийно сътрудничество между страните-членки на ECCAS
- Протокол за сътрудничество в областта на природните ресурси между държавите членки на ECCAS
- Протокол за сътрудничество в областта на развитието на човешките ресурси, образованието, обучението и културата между страните-членки на

ECCAS
- Протокол за сътрудничество в областта на туризма между държавите членки на ECCAS
- Протокол за опростяване и хармонизиране на търговски документи и процедури в рамките на ECCAS
- Протокол относно положението за излаз на море

## Мир и сигурност
Централноафриканските държави приеха пакт за ненападение в края на петото заседание на Консултативния комитет на ООН за сигурността в Централна Африка, проведена в Яунде, Камерун. Пактът е приет на 9 септември 1994 г., след пет дни на среща и дискусии между военните експерти и министри от Камерун, Централноафриканската република, Демократична република Конго, Екваториална Гвинея, Габон и Сао Томе и Принсипи. На конференцията, среща на върха на Постоянния консултативен комитет на Обединените нации по въпросите на сигурността в Централна Африка, която се проведе в Яунде на 25 – 26 февруари 1999 г., държавите членки решиха да се създаде организация за насърчаване, поддържането и укрепването на мира и сигурността в Централна Африка, която ще се нарича Съвета за мир и сигурност в Централна Африка (COPAX). Протоколът от COPAX вече е в сила.